# Nemeritis nactor
Nemeritis nactor är en stekelart som först beskrevs av Aubert 1986.  Nemeritis nactor ingår i släktet Nemeritis och familjen brokparasitsteklar. Inga underarter finns listade i Catalogue of Life.